# Weyersheim
Weyersheim – miejscowość i gmina we Francji, w regionie Grand Est, w departamencie Dolny Ren.
Według danych na rok 1990 gminę zamieszkiwało 2817 osób, a gęstość zaludnienia wynosiła 149 osób/km² (wśród 903 gmin Alzacji Weyersheim plasuje się na 88. miejscu pod względem liczby ludności, natomiast pod względem powierzchni na miejscu 82.).